# Storetest
Der Storetest (auch Store-Test oder Ladentest) ist ein Feldexperiment der primären Marktforschung, bei dem ein Produkt unter kontrollierten Bedingungen in ausgewählten Ladengeschäften probeweise angeboten wird.
Beim Storetest werden die Produkte innerhalb des Sortiments eines Handelsgeschäfts unter realen aber kontrollierten Bedingungen angeboten und in Bezug auf Abverkauf und Reaktion der Kunden untersucht. Er gibt Aufschluss über die Wirkungsweise eingesetzter Marketingmaßnahmen, wie beispielsweise der Erfolgsaussicht neuer Produkte, bei der Preisgestaltung, Warenplatziung oder Werbung am Point-of-Sale. Im Gegensatz zum regionalen Markttest ist der Storetest, der gewöhnlicherweise in 15 bis 30 Ladengeschäften durchgeführt wird, kostengünstiger und schneller in der Durchführung. Allerdings liefert er in der Regel auch keine repräsentativen Daten.